# بعثة الأمم المتحدة في هايتي

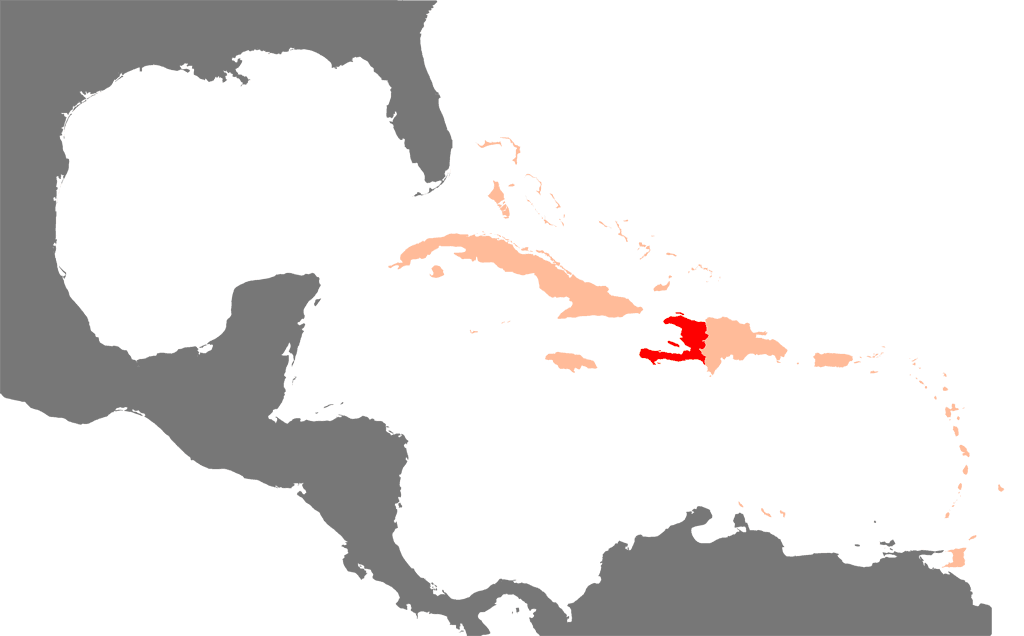

كانت مهمة بعثة الأمم المتحدة في هايتي حفظ السلام، نفّذتها الأمم المتحدة بين سبتمبر 1993 ويونيو 1996. أعيد تأسيس البعثة (بعثة الأمم المتحدة لتحقيق الاستقرار في هايتي) في أبريل 2004، بعد تمرد سيطر على معظم هايتي واستقالة الرئيس برتران أريستيد.  يدعي أريستيد بشكل مثير للجدل أنه أُجبر على ترك منصبه وتم خطفه إلى المنفى من قبل عملاء الولايات المتحدة. 

## خلفية تاريخية
خلال معظم الحرب الباردة (من 1946 إلى 1986)، كانت هايتي تحت حكم ديكتاتوري. بعد الإطاحة العسكرية بجان كلود دوفالييه في فبراير 1986، حكمت هايتي سلسلة من الحكومات المؤقتة قصيرة العمر (خمسة رؤساء في ست إدارات من 1986 إلى 1991). عُقدت أول انتخابات وطنية ديمقراطية في البلاد في 16 ديسمبر 1990، وشهدت انتخاب جان برتران أريستيد رئيسًا. تولى أريستيد السلطة في 7 فبراير 1991، لكن أطيح به بانقلاب عسكري بعد بضعة أشهر.
في 23 سبتمبر / أيلول 1993، أنشأ مجلس الأمن التابع للأمم المتحدة بعثة الأمم المتحدة في هايتي بموجب القرار 867. تم إرسال أول قوة متعددة الجنسيات إلى هايتي في عام 1994 والتي قوامها 20 ألف فرد.  كان هدفها المساعدة في إصلاح جوانب مختلفة من المجتمع الذي انهار على مدى سنوات عديدة من الفساد. كان هناك العديد من المجموعات المختلفة الموجودة في مناطق مختلفة في هايتي المخصصة لمساعدة جوانب معينة من المجتمع. تختار الأمم المتحدة المهنيين المؤهلين من جميع أنحاء العالم الذين سيلعبون دورًا في مساعدة البلاد. منذ عام 1993 وحتى المهمة الحالية الجارية الآن، قدمت سنوات خدمة الأمم المتحدة في هايتي العديد من المساهمات الإيجابية في تقدم البلاد.
في السنوات الأولى لمشاركة الأمم المتحدة في هايتي، تم تقديم العديد من الإسهامات لصالح هايتي. تم إحراز تقدم كبير في استقرار الوضع الاقتصادي للبلاد مع وجود قوة الأمم المتحدة. ساعدت الأمم المتحدة في استعادة قدر معين من الديمقراطية إلى البلاد مع التحول بين رئيسين منتخبين ديمقراطياً. أكملت الأمم المتحدة العديد من المهام الناجحة من سنوات 1994 إلى 2000.  في وقت سابق من فبراير 2004، كانت دولة هايتي تشهد صراعًا في مدينة غونافيس مما أدى بعد ذلك إلى اندلاع معارك مسلحة في جميع أنحاء البلاد مما تسبب في فقدان السيطرة من قبل الحكومة الهايتية. استحوذت هذه الانتفاضة على قدر كبير من المدينة وبعد فترة وجيزة من تنحي الرئيس أريستيد ورئيس الوزراء عن هذين المنصبين وتولى الرئيس بالإنابة بونيفاس ألكسندر زمام الأمور. بعد استقالات القادة المعروفين، شكل رد الفعل العنيف والصراع التالي من البلاد تهديدًا للسلام والأمن في البلدان الأخرى، قررت الأمم المتحدة إعادة تأكيد مهمة السلام في هايتي، التي أصبحت الآن تحت اسم بعثة الأمم المتحدة لتحقيق الاستقرار في هايتي.

## تفويض المهمة
منذ عام 2004 وحتى الآن، قدم وجود بعثة الأمم المتحدة لتحقيق الاستقرار في هايتي مساهمات كبيرة في استقرار البلاد. تم الانتهاء من العديد من المهمات ولا يزال يتم إرسال بعثات جديدة لمساعدة هايتي كل عام. مع الزلزال المدمر والانتخابات الرئاسية 2010-2011 طوال تلك السنوات، أرسلت الأمم المتحدة المزيد من القوات أكثر من أي وقت مضى لمحاولة المساعدة في تعافي البلاد.  منح وجود الأمم المتحدة الحكومة والشرطة والعديد من جوانب المجتمع الأخرى الدعم الذي كان مفيدًا للبلد. إن الوصول الرسمي لفرقة العمل التابعة لبعثة الأمم المتحدة لتحقيق الاستقرار في هايتي في عام 2004 اتخذ إجراءات لتحقيق العديد من الأهداف في الاعتبار. تركزت أهدافهم في العديد من المجالات المختلفة في جميع أنحاء البلاد على سبيل المثال، تقديم المساعدة للحكومة الجديدة، وتعزيز المؤسسات، وإصلاح وتطوير قوة الشرطة الوطنية الهايتية.
في أبريل 2004، مرر مجلس الأمن القرار رقم 1542 وأنشأ بعثة الأمم المتحدة لتحقيق الاستقرار في هايتي. الذي بدأ بعد ذلك بداية الإصلاح للبلاد. 
منذ بداية البعثة، تم إرسال ضباط شرطة من جميع أنحاء العالم، وجميعهم من مختلف قوات الشرطة إلى هايتي من قبل الأمم المتحدة لمساعدة الشرطة الوطنية الهايتية في التعامل مع العديد من أشكال الفساد. منح وجود الأمم المتحدة الشرطة الوطنية الهايتية منفذًا لاكتساب المعرفة حول التكتيكات الناجحة الأخرى التي تستخدمها قوات الشرطة الشهيرة. ينتشر ضباط الأمم المتحدة في جميع أنحاء هايتي ويتم وضعهم في مناطق تحتاج إلى تعزيزات إضافية. يتم إرسال ضباط الشرطة الوطنية الهايتية في دورية مع ضباط شرطة الأمم المتحدة لاكتساب خبرة حول كيفية تصرف الشرطة بشكل صحيح وفعال.
جانب آخر مهم يساعد في مستقبل الشرطة الوطنية الهايتية والاستقرار المستقبلي لهايتي ككل في وجود ضباط الأمم المتحدة في أكاديمية الشرطة في هايتي. يتم تعليم طلاب الأكاديمية الهايتية من قبل ضباط الأمم المتحدة، وتعليمهم الأدوات الأساسية لواجباتهم الشرطية المستقبلية. ضباط الأمم المتحدة مهمون للغاية لمستقبل الأمن في هايتي. منذ عام 2004، كانت مهمة بعثة الأمم المتحدة لتحقيق الاستقرار في هايتي، وبالتحديد التعامل مع الشرطة الوطنية الهايتية، مفيدة للغاية وساعدت في نمو قوة الشرطة. في عام 2012، قد تم تقليص عدد ضباط الشرطة الذين تم إرسالهم، ولكنهم ما زالوا موجودين. 

## روابط خارجية
- الموقع الرسمي لبعثة الأمم المتحدة في هايتي